# Miercurea Sibiului
Miercurea Sibiului (deutsch Reußmarkt, siebenbürgisch-sächsisch Reissmuert, ungarisch Szerdahely) ist eine Kleinstadt in der Region Siebenbürgen in Rumänien.

## Lage
Reußmarkt liegt im Kreis Sibiu, 34 km westlich von der Kreishauptstadt Hermannstadt im Unterwald, an den Europastraßen E68 und E81.

## Geschichte

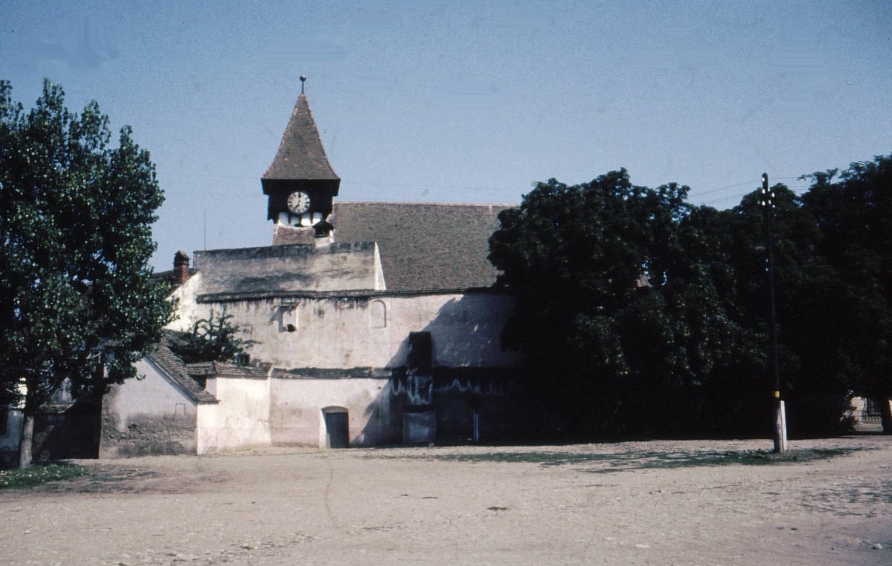
Kirchenburg Reußmarkt, 1966

Reußmarkt wurde in der 2. Hälfte des 12. Jahrhunderts von siebenbürgisch-sächsischen Siedlern gegründet. 1290 wird der Ort als Ruhcmark zum ersten Mal erwähnt. Um 1330 zählte der Ort bereits 90 Familien, was in etwa einer Bevölkerung von etwa 450 Personen entspricht. Die Bevölkerung bestand überwiegend aus Bauern, teilweise aber auch aus Handwerkern, die in fünf verschiedenen Zünften organisiert waren. 1349 wird der Reußmarkter Stuhl zum ersten Mal erwähnt. Als dessen Sitz erlangte Reußmarkt eine hohe administrative Bedeutung. 1488 werden für den Ort nur mehr 43 Familien genannt. Auch die in den Steuerlisten genannten Abgaben fielen deutlich geringer aus als in früherer Zeit. Es kann davon ausgegangen werden, dass Reußmarkt durch die Türkeneinfälle im 15. Jahrhundert schwer getroffen wurde.
1658 wurde Reußmarkt erneut von den Türken verwüstet und niedergebrannt. 1704 wurde der Ort von Serben aus dem kaiserlichen Heer geplündert. Um 1713 zählte der Ort 68 Familien. Während der ungarischen Revolution wurde 1848 auch Reußmarkt belagert.
Die überwiegende Zahl der Siebenbürger Sachsen Reußmarkts lebt heute in Deutschland. Deren Anzahl hat im Lauf des 20. Jahrhunderts deutlich abgenommen. Als Hauptgründe anzuführen sind hier der Zweite Weltkrieg und dessen Folgen, die Repressionen während des Kommunismus aber vor allem die Massenabwanderung nach Deutschland nach der Wende in den frühen 1990er Jahren.
Wirtschaftlich dominierten von jeher Landwirtschaft und Viehzucht. 2004 wurde die Gemeinde zur Stadt erhoben.

## Bevölkerung
Die Bevölkerung von Miercurea Sibiului entwickelte sich wie folgt:
| 1850 | 1371 | 571  | 35  | 703  | 62             |
| 1910 | 2055 | 980  | 144 | 918  | 13             |
| 1941 | 2065 | 989  | 24  | 1044 | 8              |
| 1977 | 2585 | 1833 | 5   | 745  | 2              |
| 1992 | 2021 | 1790 | 4   | 210  | 17             |
| 2002 | 1917 | 1844 | 4   | 69   | –              |
| 2021 | 3619 | 2863 | 5   | 45   | 706 (319 Roma) |

## Evangelische Kirche
Im Norden eines geräumigen Platzes steht die Kirchenburg in deren Mitte eine dreischiffige romanische Pfeilerbasilika mit schlankem Westturm aus dem 13. Jahrhundert den Kern der Anlage bildet. Kirche und ovaler Bering sind Ende des 15. Jahrhunderts umgebaut worden: die Kirche erhält ein Satteldach, das auf die überhöhten Seitenschiffwände gesetzt wird. Dadurch wird der Turm in das Dach einbezogen. Die Ringmauer wird erhöht und an der Innenwand dreigeschossige Gaden angebaut, ein Gang im 1. Obergeschoss bedient Schießscharten, Gusslöcher und Erker und bietet Zugang zu Fruchtkammern. An anderer Stelle, im Süden der Burg, stehen unter einem Pultdach große Fruchtkästen. Der Zugang zum Burghof erfolgt durch ein befestigtes Torhaus. Die Ausstattung stammt überwiegend aus dem 18. Jahrhundert.
Die aus dem 13. bis 15. Jahrhundert stammende Ringmauer besitzt einen Torturm und an der Innenseite auf fast ganzer Länge Wohn- und Vorratskammern.
Die Anlage wurde 2014–2020 mit Unterstützung der Siebenbürgisch Sächsischen Stiftung saniert und befindet sich in gutem Zustand.

## Kommunalpolitik
Dem Lokalrat von Reußmarkt gehören 13 Mitglieder an. Bei den Lokalwahlen von 2024 wurde Ioan Troancă von der National-Liberalen Partei wiedergewählt.

## Personen
- Ilie Măcelar (1822–1891), siebenbürgisch-rumänischer Politiker, Präsident der „Rumänischen Nationalpartei Transsilvaniens“
- Robert Wellmann (1866–1946), Künstler, Maler und Unternehmer[5]
- Victor Capesius (1907–1985), Apotheker in den Konzentrationslagern Dachau und Auschwitz-Birkenau
- Gheorghe Moldovan (1927–2003), Politiker (Partidul Comunist Român)
- Johann Jungwirth (* 1973), deutscher Ingenieur und Manager